# 102-мм корабельна гармата BL 4-inch Mk IX
102-мм корабельна гармата BL 4-inch Mk IX (англ. BL 4-inch Mk IX naval gun) — британська корабельна гармата часів Першої та Другої світових війн. Артилерійська система середнього калібру BL 4-inch Mk IX надійшла як допоміжне озброєння на лінійні крейсери «Рінаун» та «Корейджес» Королівського флоту Великої Британії у 1916 році. Згодом стала основним озброєнням корветів типу «Флавер» і служила протягом усієї Другої світової війни на флотах Британської імперії.

## Список типів бойових кораблів, на яких використовувалася гармата
- Лінійні крейсери типу «Корейджес»
- Лінійні крейсери типу «Рінаун»
- Лінійні крейсери типу «Інвінсібл»
- Монітори типу «Еребус»
- Монітори типу «Маршал Ней»
- Корвети типу «Касл»
- Корвети типу «Флавер»
- HNoMS Fridtjof Nansen (1930)

## Зброя схожа за ТТХ та часом застосування
- 102-мм корабельна гармата QF 4 inch Mk V
- 102-мм корабельна гармата Mk IV, XII, XXII
- 102-мм корабельна гармата QF 4 inch Mk XIX
- Морська гармата 10,5 см SK C/32
- 105-мм корабельна гармата SK C/33
- 105-мм корабельна гармата SK L/45
- 100-мм корабельна гармата OTO Mod. 1924/1927/1928
- 102-мм корабельна гармата 102/35 Mod. 1914
- / 102 мм гармата Обухівського заводу
- 102-мм корабельна гармата (Б-2)
- 100-мм корабельна гармата (Б-34)
- 100-мм корабельна гармата 100 mm/45 Model 1930
- 105-мм корабельна гармата 4"/40
- 102-мм корабельна гармата Mark 4"/50